# 讪耶·探玛塞
讪耶·探玛塞（IPA：[sǎn.jaː tʰam.má.sàk]；RTGS：Sanya Thammasak；1907年4月5日—2002年1月6日) 泰国的法官、大学教授和政治家，前任泰国总理和泰国枢密院院长。

## 生平
讪耶·探玛塞是泰国最具影响力的政治人物之一，1914年在曼谷法学院读书，主修英文，然后在曼谷司法部法学院进修3年，1928年毕业，他拿到了最高分，收到了Rapheeboonnithi奖学金。这个奖学金让他到伦敦中殿律师学院深造，学习法律，三年后获得律师资格。回国后进入司法部工作，任司法部法官最高法院法官助理，1968－1973年担任最高法院院长，1973年10月的民主运动期间，当他侬·吉滴卡宗元帅逃离後，政府群龙无首，作为法政大學校长和枢密院成员，讪耶·探玛塞被普密蓬·阿杜德国王任命为总理。1975年卸任后，被国王普密蓬·阿杜德任命为枢密院院长，任至1998年。

## 家庭背景
讪耶·探玛塞1907年4月5日星期五生于泰国中部吞武里府。他的父亲是高等的Mahamtree佛教学者和方丈Thongdee Dharmasakti（Dhammasarnvetvisetpakdee Srisattayawatta Phiriyapaha），母亲是Shuen Dharmmasarnvet。讪耶妻子Pa-nga Dharmasakti，也称为Phenchart。他们有两个儿子：Chartsak和Jakatham。2002年1月6日讪耶·探玛塞在曼谷Ramathibodi医院去世。

## 讪耶·探玛塞內閣閣員（1973年10月14日-1975年2月26日）
- 内阁总理：讪耶·探玛塞教授
- 副总理：素吉·林曼夏民；
- 外交部长：乍伦攀·伊沙兰恭·那阿育他亚；
- 财政部长：汶马·翁沙万；
- 商业部长：参猜·立他翁；
- 教育部长：阿派·占达文蒙；
- 工业部长：奥梭·科信；
- 总理府部长：沙永·社那纳隆中将；
- 国防部长：他威·尊拉塞空军上将；
- 农业和合作社部长：差甲攀·乍龙西里差甲攀；
- 交通部长：差里·信徒梭蓬海军少将；
- 内政部长：甲蒙·万那巴帕；
- 司法部长：巴谷·育他信；
- 国立大学部部长：阿伦·梭拉贴[1]。